# Boeroelloes-meer
Het Boeroelloes-meer (Arabisch: بحيرة البرلس Buḥayrat al-Burullus, Grieks λίμνη Σεβεννυτική limnē Sebennytikē) is een brakwatermeer in de Nijldelta van Egypte. De naam is afkomstig van de stad Burullus (Koptisch: Ϯⲡⲁⲣⲁⲗⲓⲁ, Oudgrieks: παράλιος, "kust" of ⲛⲓⲕⲉϫⲱⲟⲩ Nikejow). Het meer is gelegen in het gouvernement Kafr el Sheikh, ten oosten van de stad Rosetta. In het noorden wordt het meer begrensd door de Middellandse Zee en in het zuiden door landbouwgebieden. 
In de vroege islamitische periode lag de haven van Burullus bij de monding van het meer (de plaats waar het meer via een kleine opening met de zee was verbonden). De haven van Burullus fungeerde als een van de defensieve grensnederzettingen langs de kust van de Nijldelta. Een eilandnederzetting in het meer genaamd Nastaru leende zijn naam aan het meer als geheel. Via kanalen stond het meer in verbinding met de Rosetta-arm van de Nijl. In die periode werd het meer groter en breidde het zich uit naar in zuidelijke richting als gevolg van veranderingen in rivierafzetting en algemene bodemdaling.
Het meer is van de zee gescheiden door een strook land van ongeveer 5,5 kilometer breed. Het meer staat in verbinding met de Middellandse Zee via de Burullus-opening: een kanaal van ongeveer 250 meter breed en 5 meter diep. Er zijn ongeveer 50 eilanden in het meer met een totale oppervlakte van 0,7 km². De noordoever van het meer bestaat voornamelijk uit kwelders en slikken, terwijl de zuidelijke oever voornamelijk uit rietvelden bestaat. De dominante vegetatie in het meer zijn fonteinkruiden.

## Afbeeldingen

Een van de eilanden op het meer
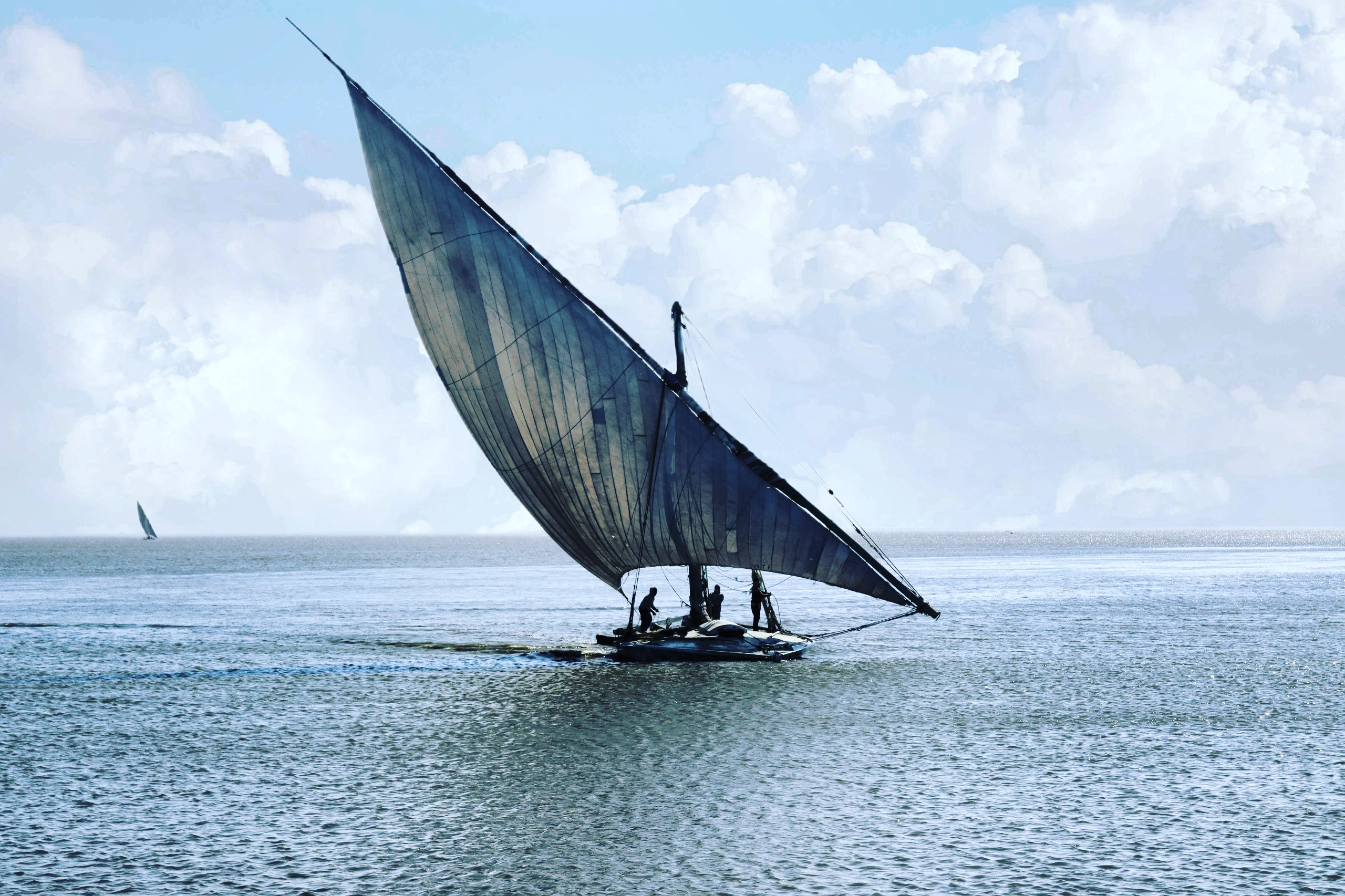
Vaartuig
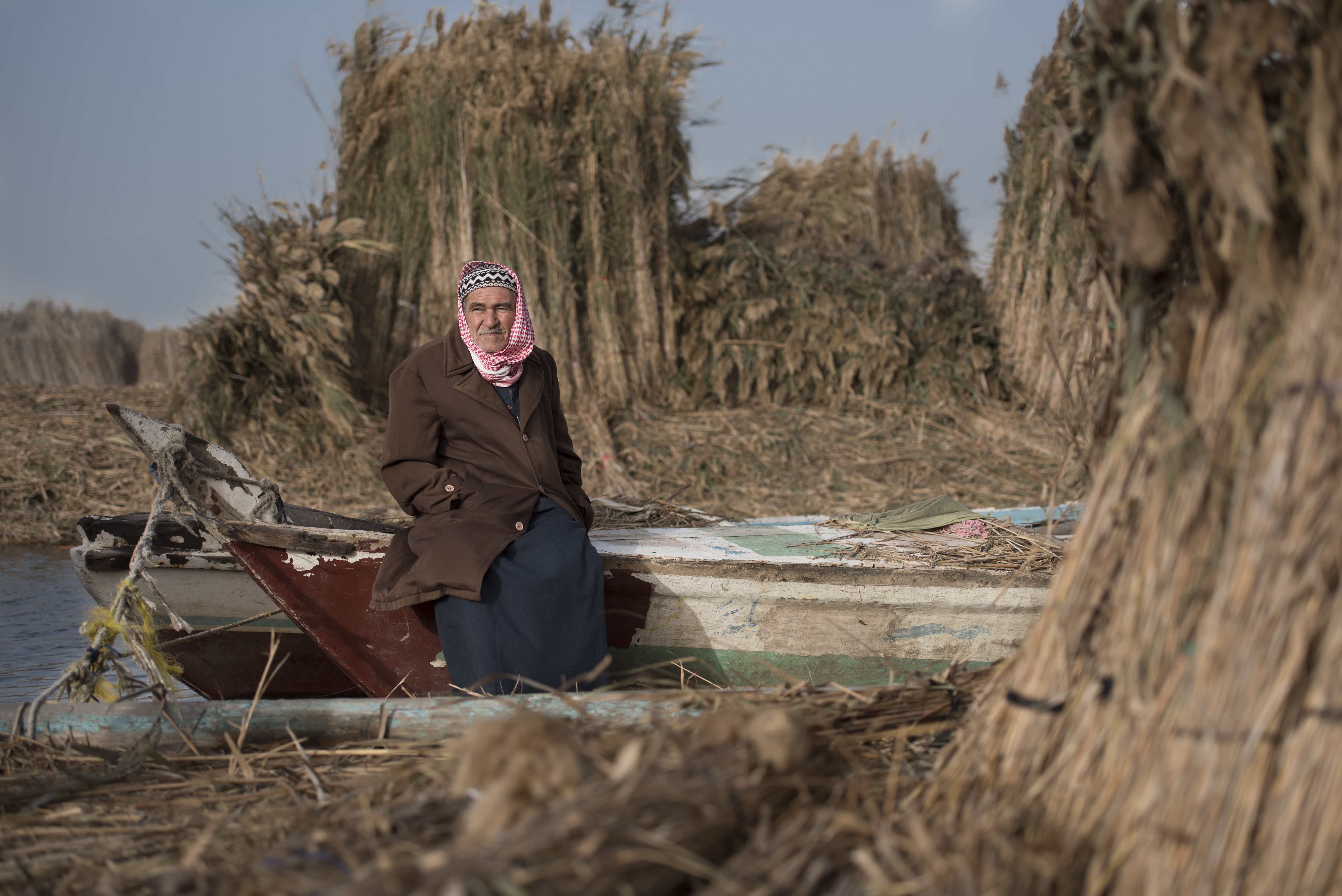
Lokale man aan de oever van het meer